# Department of Scientific and Industrial Research (Neuseeland)
Das Department of Scientific and Industrial Research (DSIR) war eine staatliche Wissenschaftsbehörde in Neuseeland, die 1926 gegründet und 1992 in verschiedene Crown Research Institutes aufgeteilt wurde.

## Geschichte
Im ersten Viertel des 20. Jahrhunderts gab es kaum eine Koordinierung der Forschung in Neuseeland, was von führenden Vertretern der Industrie und des verarbeitenden Gewerbes kritisiert wurde. Sie sahen Produktionssteigerungen in Übersee als Ergebnis von Forschung und drängten die neuseeländische Regierung zum Handeln.
Bereits auch schon auf der Imperial Economic Conference in London im Oktober und November 1923 war die Gründung eines Department of Scientific and Industrial Research nach britischem Vorbild ein Thema und Neuseeland musste zugeben, bereits Vorschläge zur Prüfung erhalten zu haben. Es sollten noch weitere knapp drei Jahre vergehen, bis  das Department of Scientific and Industrial Research in Neuseeland gegründet wurde und Ernest Marsden mit der Leitung des Instituts beauftragt wurde. Er leitete das DSIR bis in das Jahr 1947 und gründete verschiedene Forschungsverbände, die von Zweigen der Industrie und der Regierung gemeinsam finanziert wurden. Das DSIR war seinerzeit einzigartig unter den Regierungsbehörden, da es von erfahrenen Wissenschaftlern und nicht von Beamten geleitet wurde.
Die Herausforderungen des Zweiten Weltkriegs, bei dem Neuseeland das Vereinigte Königreich unterstützte, führten zu einer beträchtlichen Ausweitung der Aufgabengebiete des DSIR, wozu dann auch das von Marsden gegründete Radio Development Laboratory in Wellington gehörte, in dem Gruppen zur Entwicklung von Radargeräten für Schiffe und Flugzeuge sowie von Systemen für die Feuerleitung von Küstenwaffenbatterien gebildet wurden und Robert Sidney Unwin als Spezialist für Radar-Technik einer von ihnen war.
Zu weiteren Forschungsbereichen zählten das Klima, die Geologie, die Meeresumwelt, einheimische und eingeführte Pflanzen und Tiere und die Entwicklung besserer Pflanzensorten. Im Jahr 1976, zum 50-jährigen Jubileum des DSIR, arbeiteten über 2000 Mitarbeiter in 20 Forschungsabteilungen. In den 1980er Jahren wurden Umstrukturierungen vorgenommen und das DSIR angewiesen, Forschung nach dem Prinzip der Nutzerfinanzierung zu betreiben. Die Trennung von Politik und Finanzierung führte dann zur Gründung des Ministeriums für Forschung, Wissenschaft und Technologie (MoRST) und der Stiftung für Forschung, Wissenschaft und Technologie (FoRST).
1992 wurde das Department of Scientific and Industrial Research zusammen mit zwei weiteren Departments aufgelöst und auf Basis des Crown Research Institutes Act 1992 in zehn verschiedene Crown Research Institutes aufgeteilt, die da wären:
- New Zealand Pastoral Agriculture Research Institute –> ab 1. November 2000 AgResearch
- New Zealand Institute for Crop and Food Research – wurde 1998 zusammen mit Horticulture and Food Research Institute of New Zealand zu New Zealand Institute for Plant and Food Research fusioniert
- Horticulture and Food Research Institute of New Zealand – wurde 1998 zusammen mit New Zealand Institute for Crop and Food Research zu New Zealand Institute for Plant and Food Research fusioniert
- New Zealand Forest Research Institute (Scion)
- Industrial Research – wurde zu Callaghan Innovation, zählte aber dann nicht mehr zu den Crown Research Institutes
- Institute of Geological and Nuclear Sciences (GNS)
- Landcare Research New Zealand
- National Institute of Water and Atmospheric Research (NIWA)
- Environmental Health and Forensic Science – später in Institute of Environmental Science & Research (ESR) geändert
- New Zealand Institute of Social Research and Development – wurde 1994 wieder abgewickelt